# Monte Halcón
Monte Halcón (en tagalo: Bundok Halcon) es una montaña situada en la isla de Mindoro en Filipinas. Su altura es de 2.586 metros (8482 pies) lo que lo convierte en el décimo octavo pico más alto en las Filipinas. Sus laderas le han ganado el título de ser la montaña más difícil de escalar en el país.
El monte Halcón es el hogar de los indígenas Mangyans Alangan. Posee una espesa vegetación y es también el hogar de una flora y fauna exótica, con algunas especies que son endémicas en la zona.